# Diomedea epomophora
L'albatro reale del sud (Diomedea epomophora Lesson, 1785) è un grosso uccello marino della famiglia dei Diomedeidi. Con un'apertura alare di quasi 3 m, una lunghezza di 123 cm ed un peso di 8,5 kg, è la seconda specie di albatro più grande, dopo quello urlatore.

## Descrizione
Fino a tempi recenti era ritenuto conspecifico dell'albatro reale del nord (Diomedea sanfordi) con il nome di albatro reale, ma in seguito ad una revisione tassonomica entrambe le varietà sono state considerate specie separate; ciononostante, non tutti gli autori ritengono valida questa nuova suddivisione. Le due specie si differenziano tra loro per il piumaggio delle ali negli adulti: la specie meridionale, infatti, presenta alcune zone di colore bianco sulle superfici alari, che in quella settentrionale sono completamente nere. È la specie più bianca tra tutti gli albatri: neri sono solamente le estremità e i margini delle ali. Manca anche la macchia color pesca ai lati della testa tipica dell'albatro urlatore. Le zampe sono color carne, mentre il becco è rosa con i margini taglienti neri che formano una linea netta lungo la sua metà. Quest'ultima caratteristica viene utilizzata come carattere diagnostico per distinguerlo dall'albatro urlatore, dato che in alcuni esemplari il becco può essere di colore più pallido e le macchie bianche sulle ali sono meno marcate.

## Distribuzione
Quasi tutti gli albatri reali del sud, circa 13.000 coppie, nidificano sull'isola sub-antartica di Campbell, libera dai ratti. Colonie più piccole si possono trovare anche sulle Isole Auckland, mentre nella Penisola di Otago, in Nuova Zelanda, in una colonia di albatri reali del nord si incontrano alcuni ibridi sanfordi X epomophora.

## Galleria d'immagini

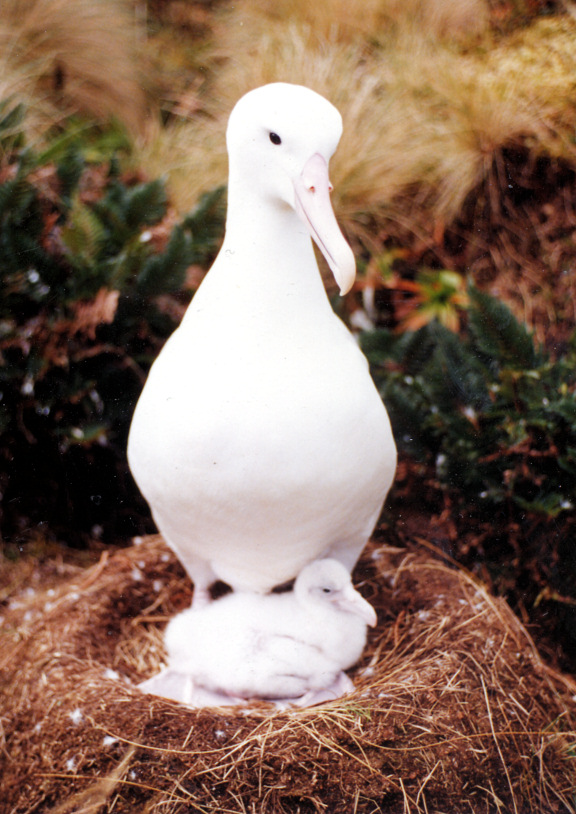
Un adulto con il piccolo sull'Isola di Campbell.
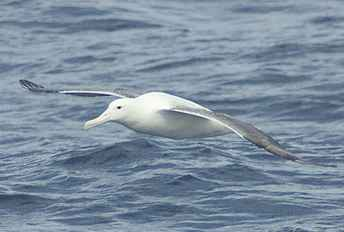
Un esemplare in volo presso le coste della Nuova Zelanda.
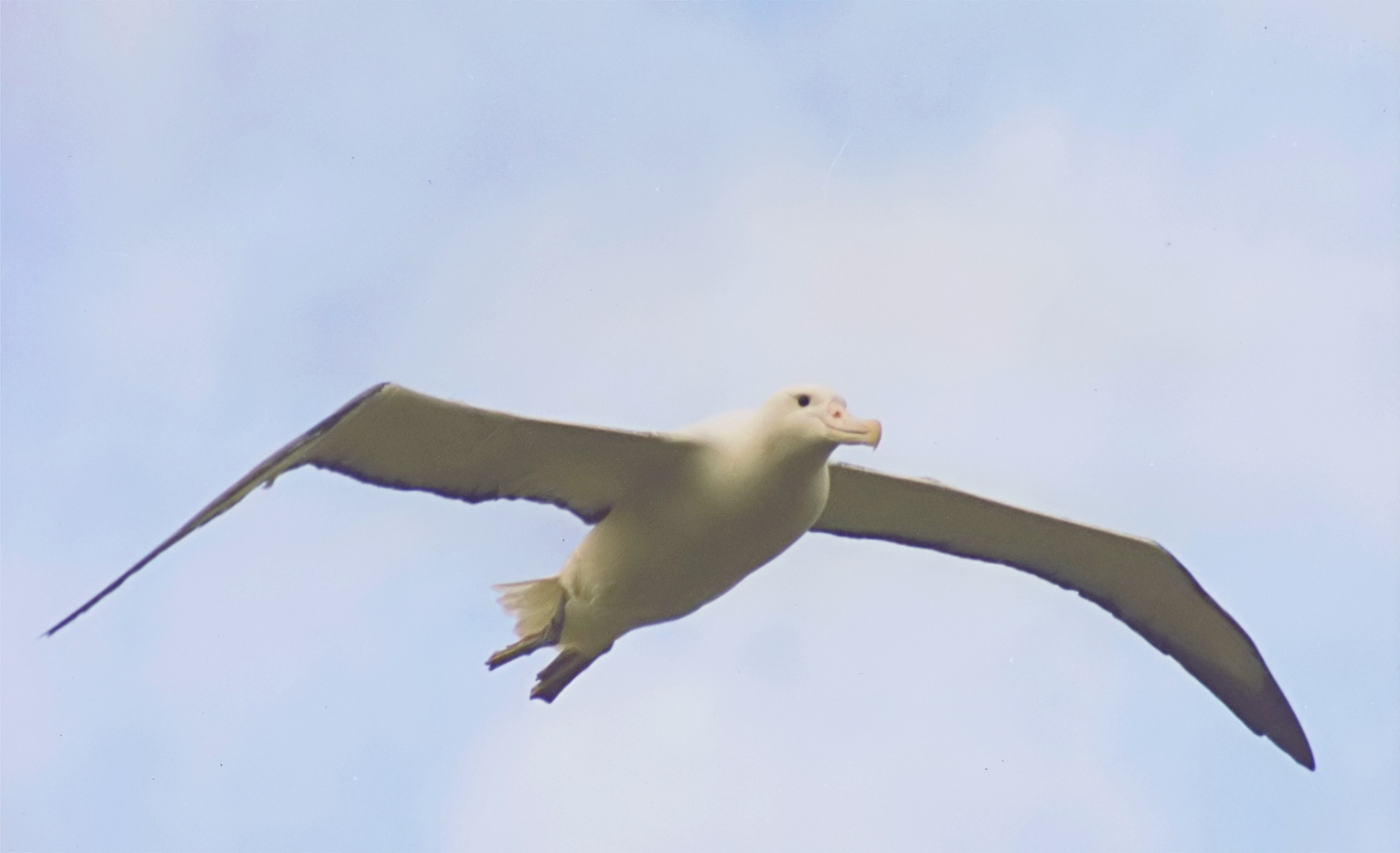
Un esemplare in volo presso le coste della Nuova Zelanda.
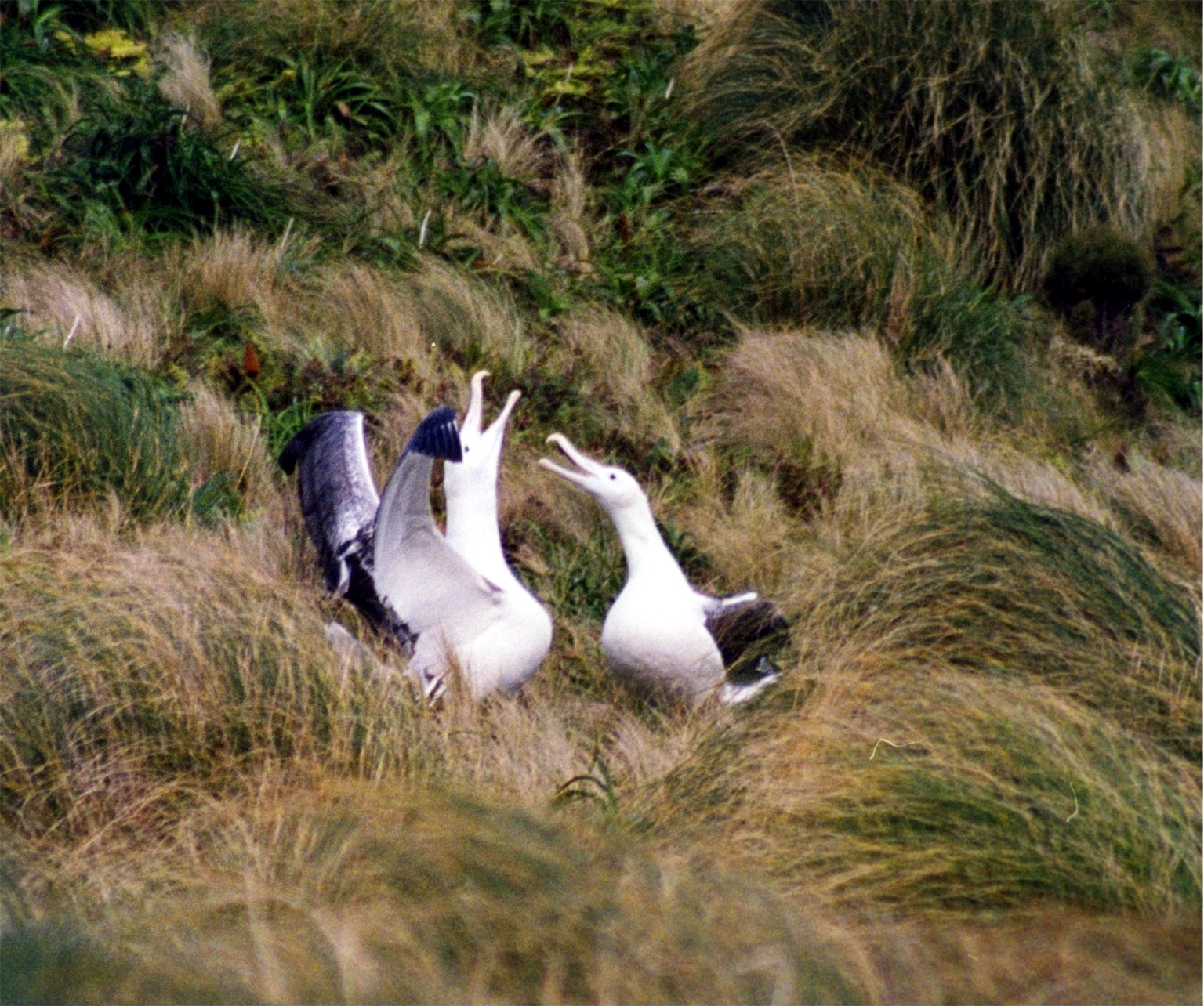
Una coppia sull'isola di Campbell.